# 동아프리카폐어
동아프리카폐어 또는 프로톱테루스 암피비우스(Protopterus amphibius)는 아프리카폐어과에 속하는 폐어류의 일종이다. 동아프리카 케냐와 소말리아 그리고 모잠비크 지역의 습지와 홍수 평야에서 발견된다. 탄자니아에서 발견되었다는 기록은 추가 확인이 필요하며, 도입종일 가능성이 있다.